# Communauté de communes de Grande Champagne
Die  Communauté de communes de Grande Champagne ist ein ehemaliger französischer Gemeindeverband mit der Rechtsform einer Communauté de communes im Département Charente in der Region Nouvelle-Aquitaine. Sie wurde am 29. Dezember 1995 gegründet und umfasste zwölf Gemeinden. Der Verwaltungssitz befand sich im Ort Segonzac.

## Historische Entwicklung
Mit Wirkung vom 1. Januar 2017 fusionierte der Gemeindeverband mit
- Communauté de communes Grand Cognac,
- Communauté de communes de Jarnac sowie
- Communauté de communes de la Région de Châteauneuf

und bildete so die Nachfolgeorganisation Communauté d’agglomération du Grand Cognac.

## Ehemalige Mitgliedsgemeinden
1. Ambleville
2. Angeac-Champagne
3. Criteuil-la-Magdeleine
4. Gensac-la-Pallue
5. Genté
6. Juillac-le-Coq
7. Lignières-Sonneville
8. Saint-Fort-sur-le-Né
9. Saint-Preuil
10. Salles-d’Angles
11. Segonzac
12. Verrières